# Kødallergi
Kødallergi er allergi mod kødprodukter fra pattedyr. Man mener at kødallergi kan fremkaldes af bid af skovflåter ved overfølsomhed over for allergenet alpha-gal.
Sygdommen  kendes fra Sverige USA og Australien.
Det frygtes at flåt-bid kan medføre kødallergi også hos danske skovarbejdere og jægere.

## Eksterne links og henvisninger
1. ↑  "Flåter kan give dig kødallergi. Astma-Allergi Danmark". Arkiveret fra originalen 6. marts 2014. Hentet 6. marts 2014.
2. ↑  Allergy to Red Meat Linked to Tick Bites. MedPage Today
3. ↑  Svenske forskere: Flåtbid kan give kødallergi. Videnskab.dk
4. ↑  Ticks That Spread Red-Meat Allergy. The Wall Street Journal
5. ↑  Just one bite: ticks and allergies on the north shore. The Sydney Morning Herald

- Peter fik kødallergi af flåtbid. Astma-Allergi Danmark Arkiveret 6. marts 2014 hos  Wayback Machine
- Ny opdagelser viser, at bid fra flåter kan være skyld i, at du udvikler allergi over for kød. Dagens.dk